# علي عبنده
الدكتور علي عبندة (1931م - 2005م) باحث أردني في مجال الأرصاد الجوية.

## حياته
ولد في إربد وأصبح مديرا لدائرة الأرصاد الجوية التي عمل بها لمدة أربعين عاما، انتخب رئيسا للجنة الدائمة للأرصاد الجوية التابعة لجامعة الدول العربية وعضوا في المجلس التنفيذي للمنظمة العالمية للأرصاد الجوية.
كما عمل في لجنة المواقيت في وزارة الأوقاف في الأردن ومستشارا في منظمة الأرصاد الجوية العالمية ومستشارا في وزارة النقل الأردنية. وكان نشيطا في العمل التطوعي حيث أسس العديد من الجمعيات الخيرية والإنسانية والثقافية وشارك فيها مشاركة فاعلة.
له العديد من المؤلفات العلمية ونشر عددا كبيرا من الأبحاث والمقالات في مجالات الأرصاد الجوية والمناخ والفلك والتراث كما ودرّس العلوم والأرصاد الجوية والفلك في أكاديمية الطيران الأردنية وسلاح الجو الملكي الأردني والجامعات الأردنية وكان يحرص كثيرا على تقديم النشرة الجوية بنفسه على شاشة التلفزيون الأردني.

## من مؤلفاته
- الفلك والأنواء في التراث
- السماء في الليل
- الفلك والجيولوجيا
- العلوم الطبيعية
- سؤال وجواب في الكون والأرض - 1999 - المكتبة الوطنية